# Samuncel
L'isolotto Samuncel o scoglio Samuncel (in croato Samunćel) è un isolotto disabitato della Croazia situato lungo la costa dell'isola di Unie.
Amministrativamente appartiene al comune di Lussinpiccolo, nella regione litoraneo-montana.

## Geografia
Samuncel si trova nella parte occidentale del Quarnaro, di fronte all'insenatura di uvala Skraća, lungo la costa nordoccidentale dell'isola di Unie. Nei punti più ravvicinati, dista da Unie 255 m e dalla terraferma (punta Merlera sulla penisola d'Istria) 24,4 km.
Samuncel è un isolotto ovale, orientato in direzione nordest-sudovest, che misura 235 m di lunghezza e 190 m di larghezza massima. Ha una superficie di 0,0337 km² e uno sviluppo costiero di 665 m. Al centro, raggiunge un'elevazione massima di 11 m s.l.m.

### Cartografia
- (HR) Mappa topografica della Croazia 1:25000, su preglednik.arkod.hr.